# هايد وجيكل وأنا
هايد جيكل، أنا (الكورية: 하이드 지킬, 나؛ ر.ك.م.: Haideu Jikil, na) النطق المُنقّح: هايدو جيكيل، نا.
هو مسلسل تلفزيوني كوري جنوبي عُرض عام 2015 من بطولة هيون بن و‌هان جي مين. يستند إلى ويبتون من تأليف لي تشونغ-هو بعنوان "الدكتور جيكل هو السيد هايد"، والذي يُقدّم معالجة كوميدية رومانسية للشخصية الأدبية الشهيرة.
عُرض المسلسل من 21 كانون الثاني إلى 26 آذار 2015 على قناة إس بي إس، يومي الأربعاء والخميس عند الساعة 21:55 (بتوقيت كوريا الجنوبية)، في 20 حلقة، وقد تلقى تقييمات سلبية بشكل عام من النقاد.

## الملخص
كو سو-جين (هيون بين)، هو وريث من الجيل الثالث في عائلة ثرية تملك مجموعة "وندر"، ويُدير حديقة الملاهي "وندر لاند". يبدو أنه يمتلك كل شيء؛ المظهر، الذكاء، والثروة. وهو أيضاً مرشح لأن يصبح الرئيس التنفيذي القادم لمجموعة وندر، التكتل الذي تملكه عائلته، بالرغم من أن ابن عمه ريو سونغ-يون (هان سانغ جين)، الذي يُدير فندق وندر، يُعد خصمه في السعي لنفس المنصب.
لكن سو-جين يعاني من اضطراب الهوية التفارقي. فعندما يتجاوز معدل نبضات قلبه 150 نبضة في الدقيقة، تظهر شخصية أخرى، وعلى عكس شخصية سو-جين الباردة، الساخرة والقاسية، فإن "روبين" طيب، عطوف ويملك نزعة إنقاذ الآخرين.
بدأت هذه الشخصية الانفصالية قبل 15 عاماً، وتعتقد طبيبة سو-جين، كانغ هي-آي، أن روبين هو تجسيد لذنب يشعر به بسبب حادث صادم وقع آنذاك. ولهذا السبب، يتجنب سو-جين أي شيء قد يُسبب له استجابة عاطفية أو جسدية قوية قد تؤدي إلى عودة روبين، حتى لو كان ذلك يعني الانعزال عن العالم وتجنّب أي علاقات ذات معنى.
جانغ ها-نا (هان جي-من)، عادت للتو إلى كوريا بعد أن قضت عدة سنوات في الولايات المتحدة مع فرقة "سيرك دو سوليه". وعلى خطى جدها ووالدها، تستعد لتسلّم إدارة عرض السيرك في "وندر لاند"، الذي كان في السابق الجاذب الرئيسي للحديقة. تتعهّد ها-نا بإنقاذ السيرك المتعثّر وتحلم بإعادة إحيائه إلى مجده السابق، لكنها تجد نفسها في صدام مع سو-جين، الذي يريد التخلص منه بسبب ضعف مبيعات التذاكر وارتفاع التكاليف التشغيلية.
ولكن مع كل مواجهة عدائية بين ها-نا وسو-جين، يلاحظ الأخير ارتفاعاً مقلقاً في معدل نبضات قلبه، ويزداد تشابك حياتيهما. وبعد أن تُخبر الطبيبة كانغ سو-جين بأنها وجدت علاجاً لحالته، تتعرض للاختطاف من قبل مهاجم غامض كاد أن ينجح في قتل ها-نا، مما يجعلها الشاهدة الوحيدة.
إلا أن التجربة الصادمة جعلت ها-نا تحجب وجه المهاجم من ذاكرتها، فتتوجه إلى طالب الطبيبة كانغ، المعالج بالتنويم المغناطيسي يون تاي-جو (سونغ جون)، ليساعدها على التذكّر. ومع ازدياد الخطر على حياة ها-نا، يظهر روبين أكثر فأكثر، وتتعلق به ها-نا، مما يزيد من معاناة سو-جين.

## طاقم العمل

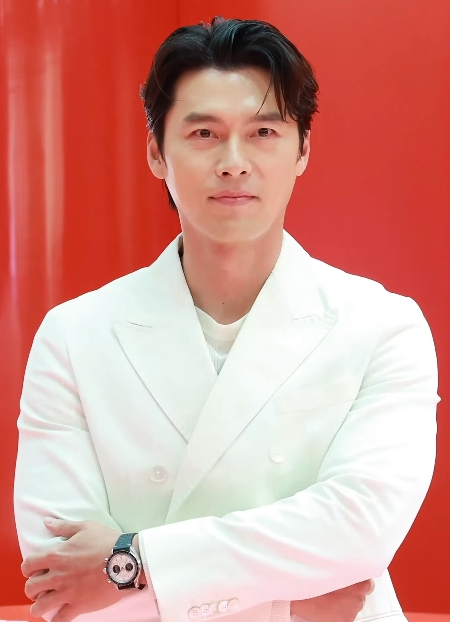
هيون بين

### الرئيسيون
- هيون بين بدور كو سو-جين / روبين.
- هان جي مين بدور جانغ ها-نا.
- جونغ جي سو بدور جانغ ها-نا في صغرها.
- سونغ جون بدور يون تاي-جو / لي سو-هيون.
- لي هاي ري بدور مين وو-جونغ.

### الثانويون
- لي سونغ-جون بدور كوان يونغ-تشان
- هان سانغ-جين بدور ريو سونغ-يون
- هوانغ مين-هو بدور آن سونغ-غن
- شين أون-غونج بدور كانغ هي-آي
- لي دوك-هوا بدور كو ميونغ-هان
- كيم دو-يون بدور هان جو-هي
- كواك هي-سونغ بدور سونغ سوك-وون

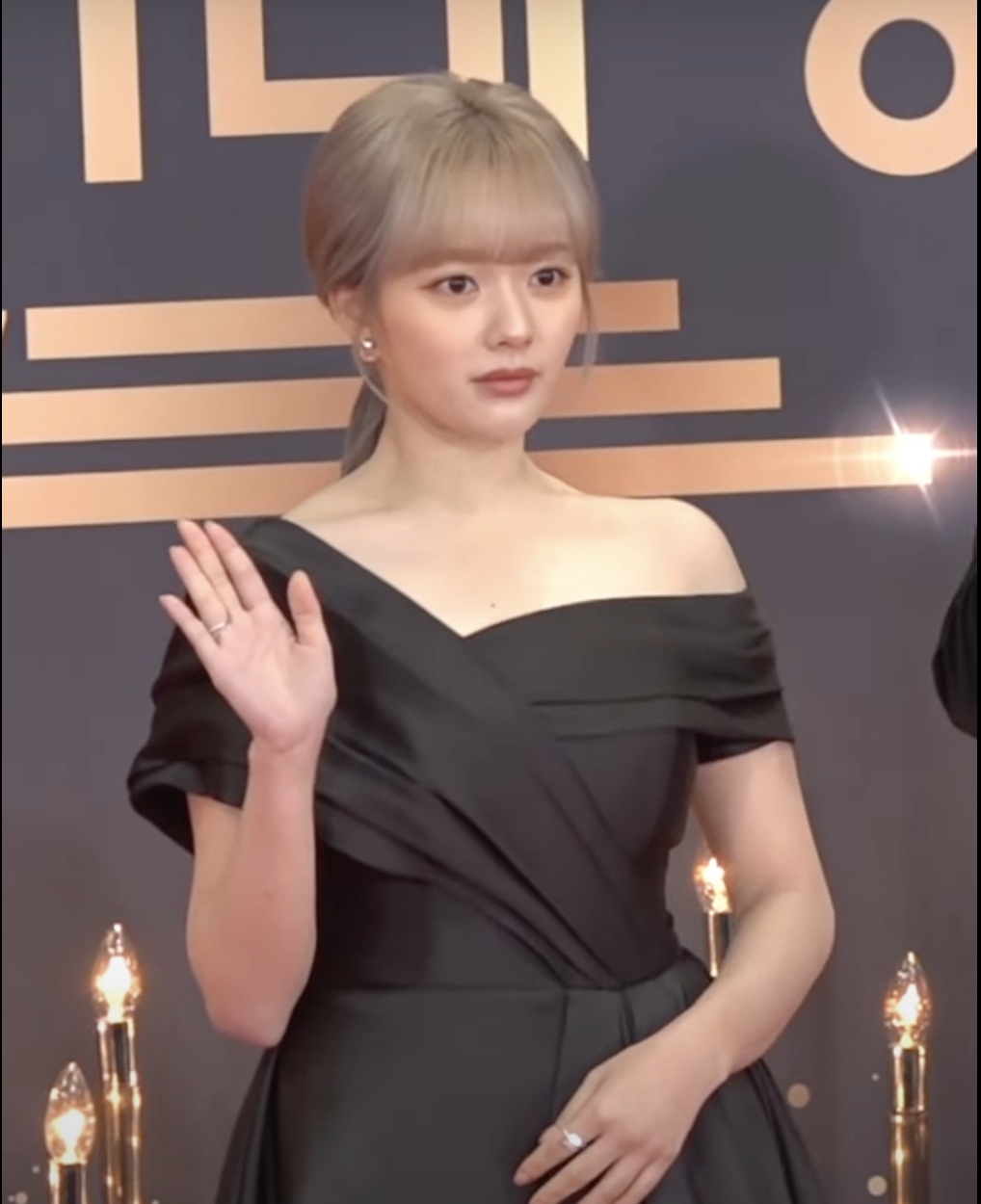
جونج جيسو
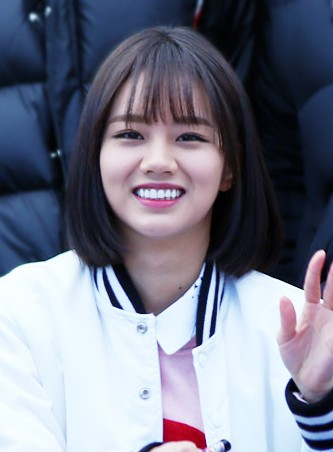
لي سي نا بدور تشوي سو-هي
لي جون-هيوك بدور المحقق نا
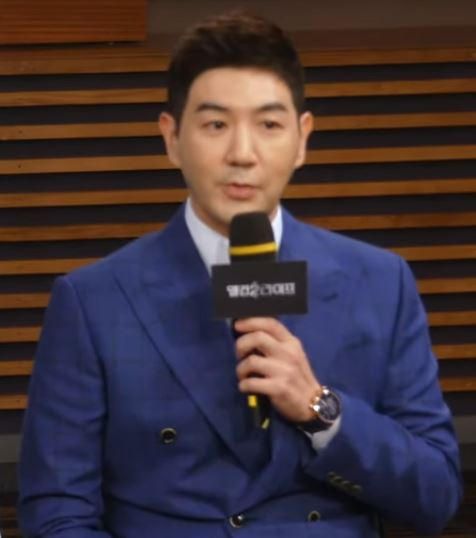
هان سانج جين
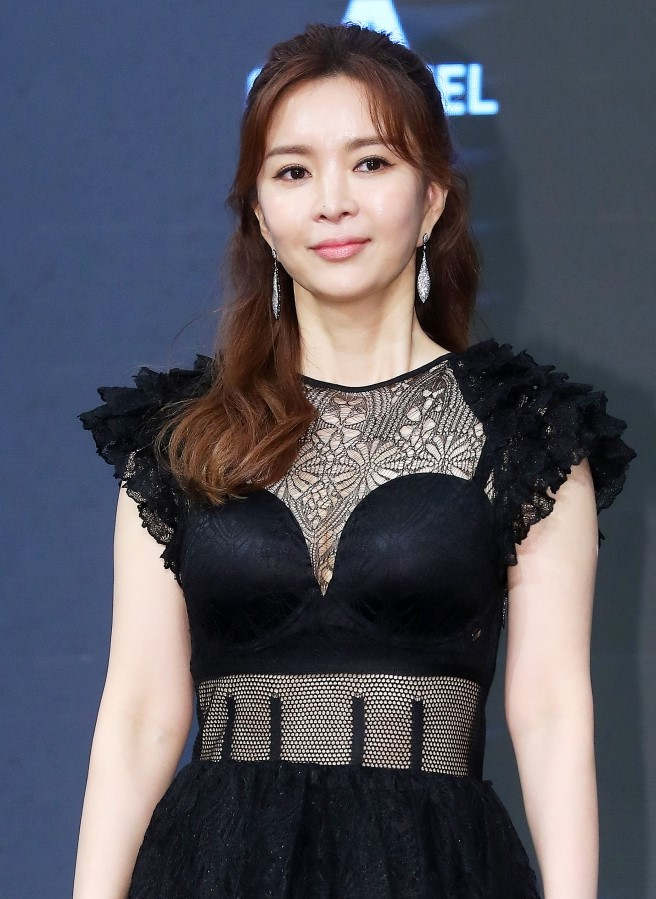
شين اون جانج
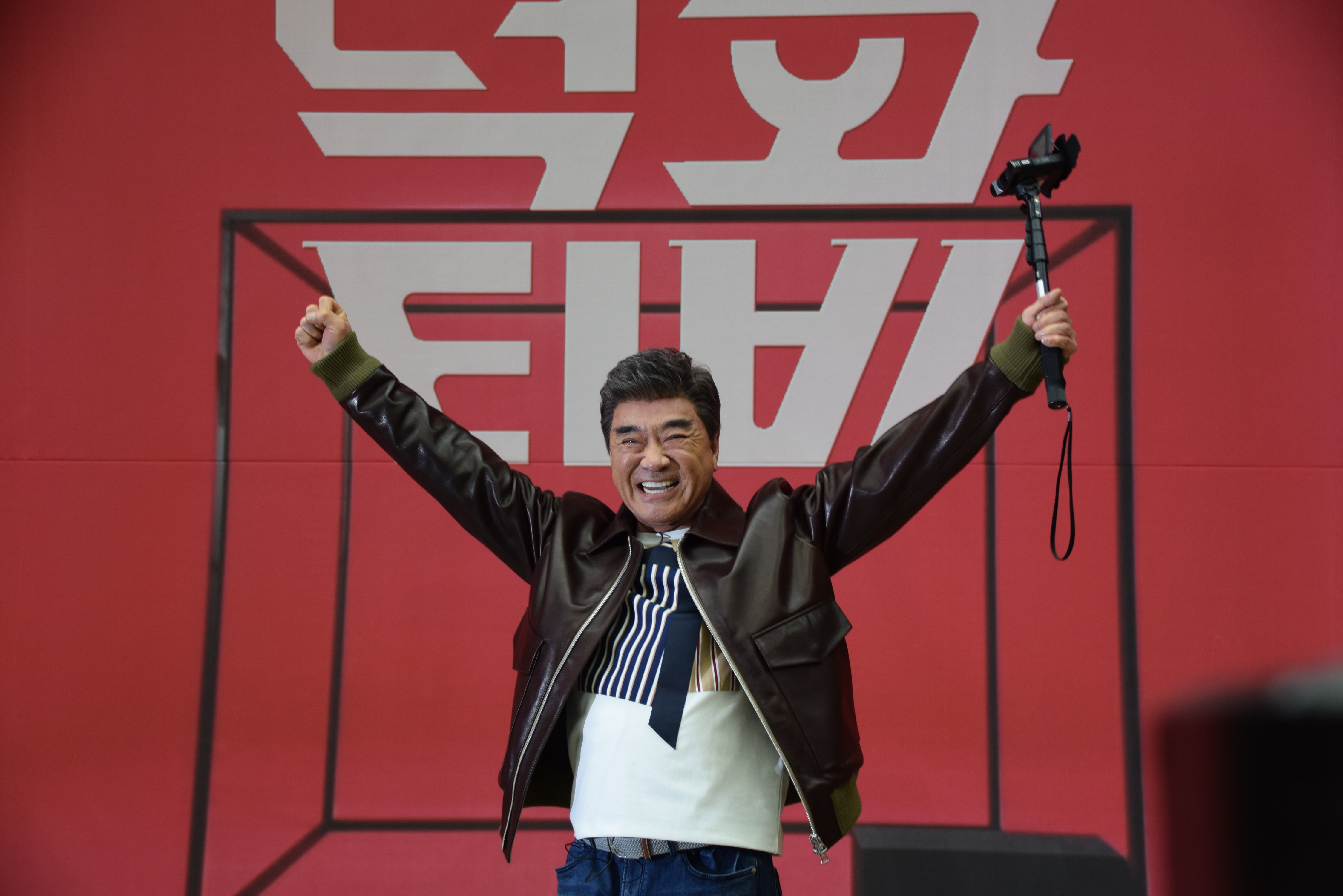
لي دوك هوا
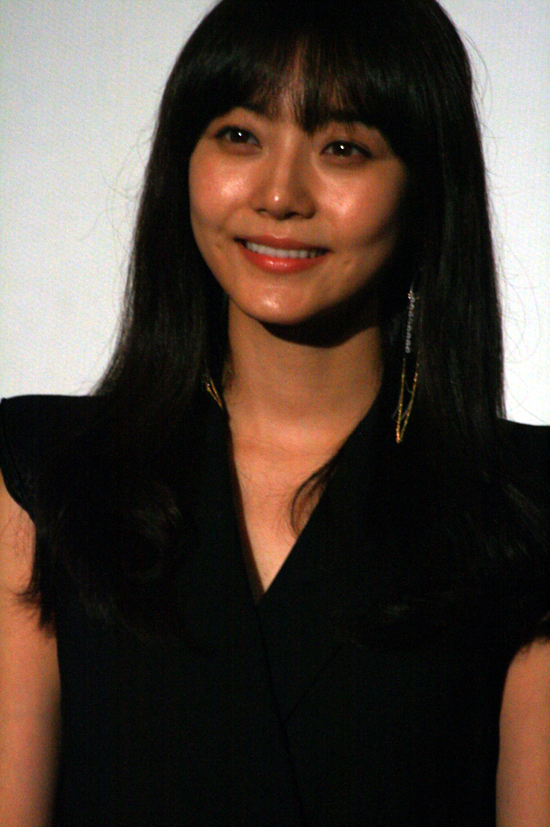
لي سي نا
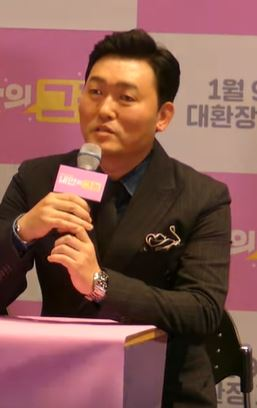
لي جون هيوك

- مون يونغ-دونغ بدور بارك هي-بونغ
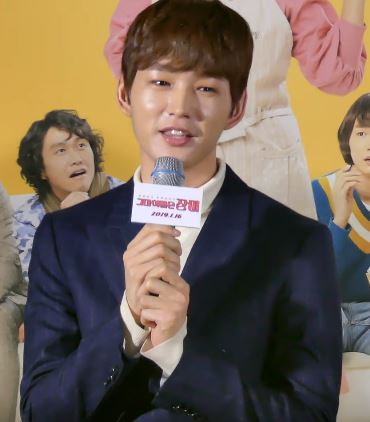
لي وون كيون بدور لي أون-تشانغ
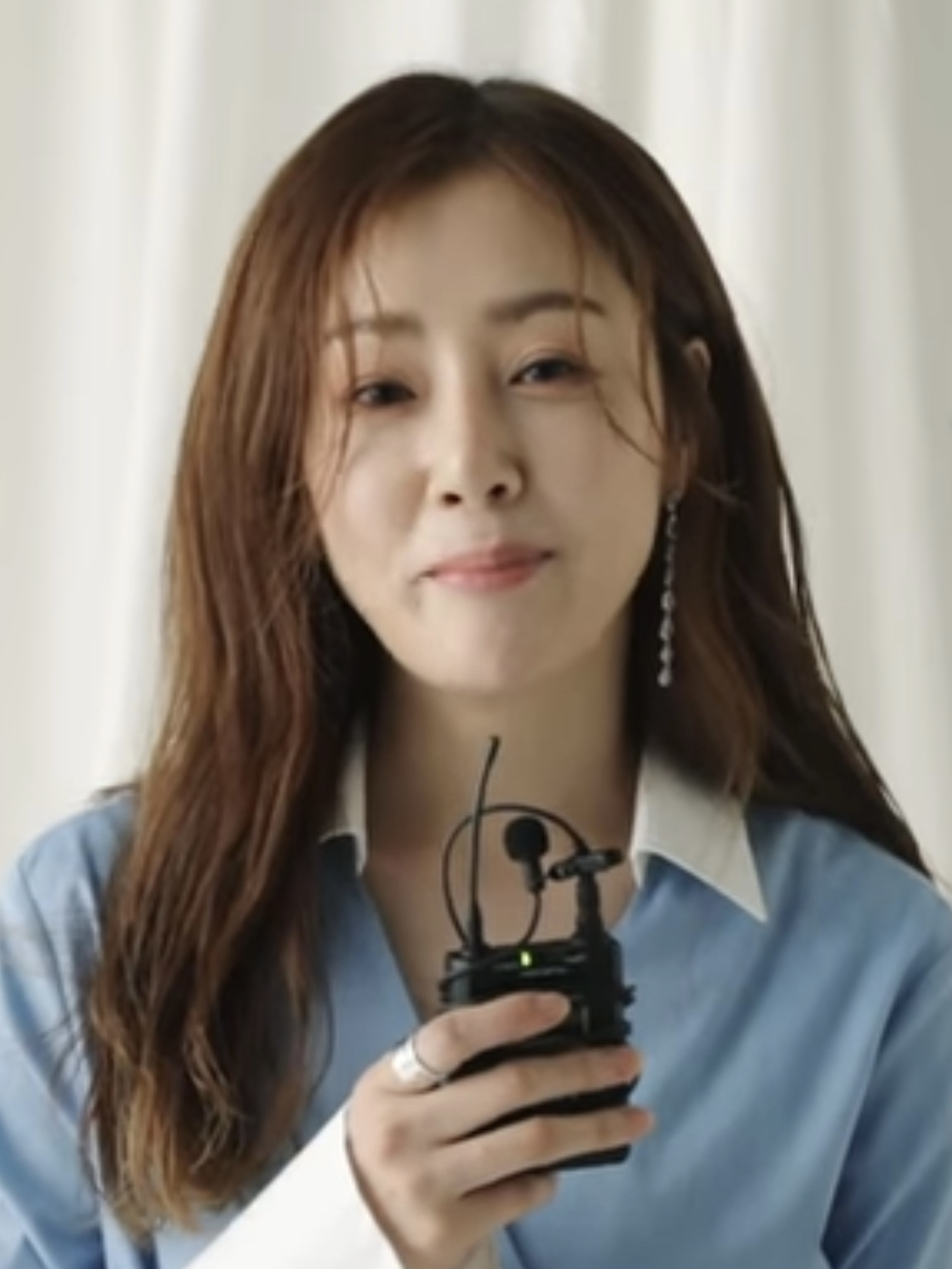
أوه نا را بدور تشا جين-جو
- مانغ سانغ-هون بدور المدير مين
- كيم جي-أون بدور سكرتيرة ميونغ-هان
- هيو جونغ إيون

- جونج جيسو
- لي هي ري
- لي سونج جون
- هان سانج جين
- شين اون جانج
- لي دوك هوا
- لي سي نا
- لي جون هيوك
- لي وون كن
- اوه نا را

## الموسيقى التصويرية الأصلية

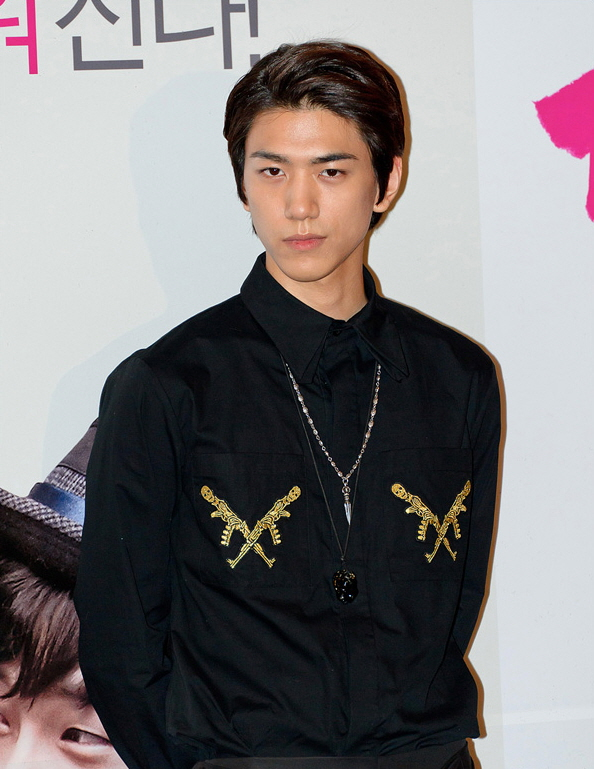
سونج جون

| #  | عنوان                         | المدة |
| -- | ----------------------------- | ----- |
| 1. | "Because of You" (당신때문에) | 4:00  |
| 2. | "Because of You" (Inst.)      | 4:00  |

| #  | عنوان                | المدة |
| -- | -------------------- | ----- |
| 1. | "Falling" (떨어지는) | 4:32  |
| 2. | "Falling" (Inst.)    | 4:32  |

| #  | عنوان             | المدة |
| -- | ----------------- | ----- |
| 1. | "Embrace" (품)    | 3:37  |
| 2. | "Embrace" (Inst.) | 3:37  |

| #  | عنوان                         | المدة |
| -- | ----------------------------- | ----- |
| 1. | "Wonderful World" (멋진 세계) | 3:26  |
| 2. | "Wonderful World" (Inst.)     | 3:26  |

| #  | عنوان                 | المدة |
| -- | --------------------- | ----- |
| 1. | "Only You" (오직너만) | 3:35  |
| 2. | "Only You" (Inst.)    | 3:35  |

| #  | عنوان            | المدة |
| -- | ---------------- | ----- |
| 1. | "Maybe" (어쩌면) | 3:53  |
| 2. | "Maybe" (Inst.)  | 3:53  |

| #  | عنوان                    | المدة |
| -- | ------------------------ | ----- |
| 1. | "Hyde Jekyll" (하이듲킬) | 4:12  |
| 2. | "Hyde Jekyll" (Inst.)    | 4:12  |

### الجزء السادس
| 1. | "Maybe" (어쩌면) | 3:53 |
| 2. | "Maybe" (Inst.)  | 3:53 |

### الجزء السابع
| 1. | "Hyde Jekyll" (하이듲킬) | 4:12 |
| 2. | "Hyde Jekyll" (Inst.)    | 4:12 |

## استقبال
حصل المسلسل على نسبة منخفضة من التقييمات لمسلسل تلفزيوني في وقت الذروة.  وتلقى مراجعات سلبية في الغالب، وخاصة بسبب حبكته غير المتسقة. 

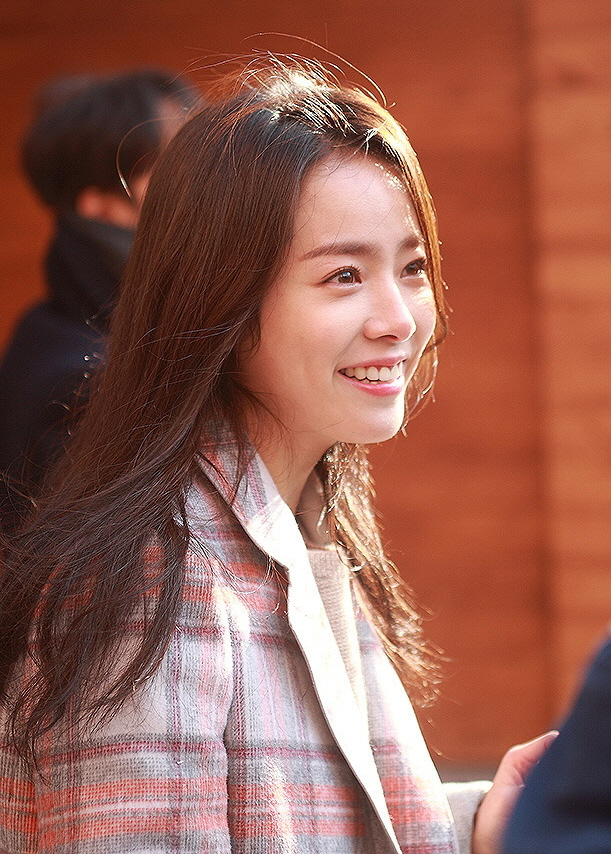
هان جي مين

### التقييمات
| Ep.     | Original broadcast date | Average audience share | Average audience share | Average audience share | Average audience share |
| Ep.     | Original broadcast date | Nielsen Korea          | Nielsen Korea          | TNmS                   | TNmS                   |
| Ep.     | Original broadcast date | Nationwide             | Seoul                  | Nationwide             | Seoul                  |
| ------- | ----------------------- | ---------------------- | ---------------------- | ---------------------- | ---------------------- |
| 1       | January 21, 2015        | 8.6%                   | 9.6%                   | 10.2%                  | 13.2%                  |
| 2       | January 22, 2015        | 8.0%                   | 8.6%                   | 8.8%                   | 11.7%                  |
| 3       | January 28, 2015        | 7.4%                   | 8.6%                   | 7.2%                   | 8.5%                   |
| 4       | January 29, 2015        | 6.6%                   | 7.1%                   | 7.7%                   | 8.6%                   |
| 5       | February 4, 2015        | 5.9%                   | 6.3%                   | 6.2%                   | 6.6%                   |
| 6       | February 5, 2015        | 5.3%                   | 5.4%                   | 6.7%                   | 6.8%                   |
| 7       | February 11, 2015       | 5.1%                   | 5.2%                   | 5.5%                   | 5.6%                   |
| 8       | February 12, 2015       | 6.2%                   | 7.0%                   | 6.9%                   | 7.7%                   |
| 9       | February 18, 2015       | 4.7%                   | 5.0%                   | 5.4%                   | 5.7%                   |
| 10      | February 19, 2015       | 5.4%                   | 5.3%                   | 5.5%                   | 5.6%                   |
| 11      | February 25, 2015       | 5.6%                   | 6.4%                   | 4.9%                   | 5.7%                   |
| 12      | February 26, 2015       | 5.2%                   | 5.6%                   | 5.7%                   | 6.1%                   |
| 13      | March 4, 2015           | 3.8%                   | 4.1%                   | 4.0%                   | 4.3%                   |
| 14      | March 5, 2015           | 4.7%                   | 4.6%                   | 5.3%                   | 5.4%                   |
| 15      | March 11, 2015          | 3.8%                   | 3.2%                   | 3.9%                   | 4.5%                   |
| 16      | March 12, 2015          | 3.9%                   | 3.5%                   | 5.1%                   | 5.5%                   |
| 17      | March 18, 2015          | 3.5%                   | 3.9%                   | 3.6%                   | 4.5%                   |
| 18      | March 19, 2015          | 4.4%                   | 3.3%                   | 4.5%                   | 5.3%                   |
| 19      | March 25, 2015          | 3.4%                   | 3.6%                   | 3.4%                   | 3.6%                   |
| 20      | March 26, 2015          | 4.3%                   | 4.6%                   | 4.7%                   | 5.6%                   |
| Average | Average                 | 5.3%                   | 5.6%                   | 5.8%                   | 6.5%                   |

## الجدل
ادّعى الكاتب لي تشونغ-هو، الذي كتب في عام 2011 ويبتون هايد جيكل، أنا الذي اقتُبس منه المسلسل، عبر حسابه على منصة تويتر، أن كاتبة سيناريو مسلسل اقتلني، اشفيني قد قامت بانتحال عمله.
كلا المسلسلين يدور حول امرأة تقع في حب رجل يعاني من اضطراب تعدد الشخصيات، وقد عُرضا في نفس التوقيت. نفت مؤسسة البث الكورية "المؤسسة الكورية للإذاعة" تهمة الانتحال، بينما أوضحت قناة "نظام البث سول" أن تصريح لي يُعبّر عن رأيه الشخصي ولا يُمثّل موقف فريق الإنتاج بأكمله.

كما تلقى المسلسل التايلندي سونغ هواجاي ني بوا تور، الذي عُرض على القناة الثالثة التايلندية، انتقادات لتشابهه الكبير مع مسلسل هايد. إلا أن المنتج أصرّ على عدم وجود أي عملية انتحال. 

## روابط خارجية
- Official website (بالكورية)
- هايد وجيكل وأنا على هانسينما
- هايد وجيكل وأنا  في قاعدة بيانات الأفلام على الإنترنت (بالإنجليزية)
- Dr. Jekyll Is Mr. Hyde webtoon at Daum (بالكورية)